# Kind Hearts and Coronets
Kind Hearts and Coronets é um filme de comédia policial britânico de 1949 estrelado por Dennis Price e dirigido por Robert Hamer.

## Elenco
Dentro os atores que compunha seu elenco, estavam:
- Dennis Price (Duque Louis Mazzini / Mazzini Sr.)
- Valerie Hobson (Edith D'Ascoyne)
- Joan Greenwood (Sibella Holland)
- Alec Guinness (Duque / Banqueiro / Vigário / General / Almirante / Ascoyne - jovem / Henry - jovem / Lady Agatha)
- Audrey Fildes (Mama Louisa)
- Miles Mallerson (Elliott)
- John Penrose (Lionel Holland)
- Hugh Griffith (Lorde High Stewart)
- John Salew (Sr. Perkins)
- Eric Messiter (Detetive Burgoyne)
- Barbara Leake (Srta. Waterman)
- Lyn Evans (Fazendeiro)
- Clive Morton (Diretor da prisão)